# Campionati europei di nuoto artistico 2025 - Squadra programma acrobatico
La gara a squadre programma acrobatico ai campionati europei di nuoto artistico 2025 si è svolta il 5 giugno 2025 presso il Penteada Olympic Swimming Pools Complex di Funchal. Hanno preso parte alla competizione 6 squadre nazionali

## Risultati
| Pos. | Atleti | Squadra | DD     | EL       | AI      | Punti    | Pen |
| ---- | --- | ------- | ------ | -------- | ------- | -------- | --- |
|      | Beatrice Andina Marta Iacoacci Alessia Macchi Giorgia Lucia Macino Sofia Mastroianni Susanna Pedotti Sophie Tabbiani Giulia Vernice                                          | Italia  | 22.938 | 117.9109 | 90.5500 | 208.4609 |     |
|      | Ivanna Burba Oleksandra Goretska Uliana Hrynishyna Alisa Kulyk Yelyzaveta Lymar Daria Moshynska Anastasiia Shmonina Mariia Zdorovtsova                                       | Ucraina | 23.213 | 113.1965 | 89.6000 | 202.7965 |     |
|      | Cristina Arambula Casares Meritxell Ferre Gaset Marina Garcia Polo Dennis Gonzalez Boneu Lilou Lluis Valette Meritxell Mas Pujadas Paula Ramirez I Ibanez Sara Saldana Lopez | Spagna  | 20.375 | 106.1892 | 96.5000 | 202.6892 | *   |
| 4    | Laelys Alavez Anastasia Bayandina Angeline Bertinelli Ambre Esnault Laura Gonzalez Claudia Janvier Romane Lunel Eve Planeix                                                  | Francia | 22.525 | 108.8445 | 91.2000 | 200.0445 |     |
| 5    | Yogev Dagan Aviv Haim Alexandra Lerman Lior Makmel Aya Mazor Shaya Sar Shalom Nechmad Yaara Sharabi                                                                          | Israele | 20.175 | 100.5083 | 82.4000 | 182.9083 |     |
| 6    | Thaleia Dampali Olga Imvrioti Athina Kamarinopoulou Stylianos Koukouselis Fouskis Sofia Rigakou Vasiliki Thanou Danai Tsaprali Georgia Myrto Zangana                         | Grecia  | 15.925 | 58.5700  | 81.5500 | 140.1200 | *   |